# Pulseira inteligente

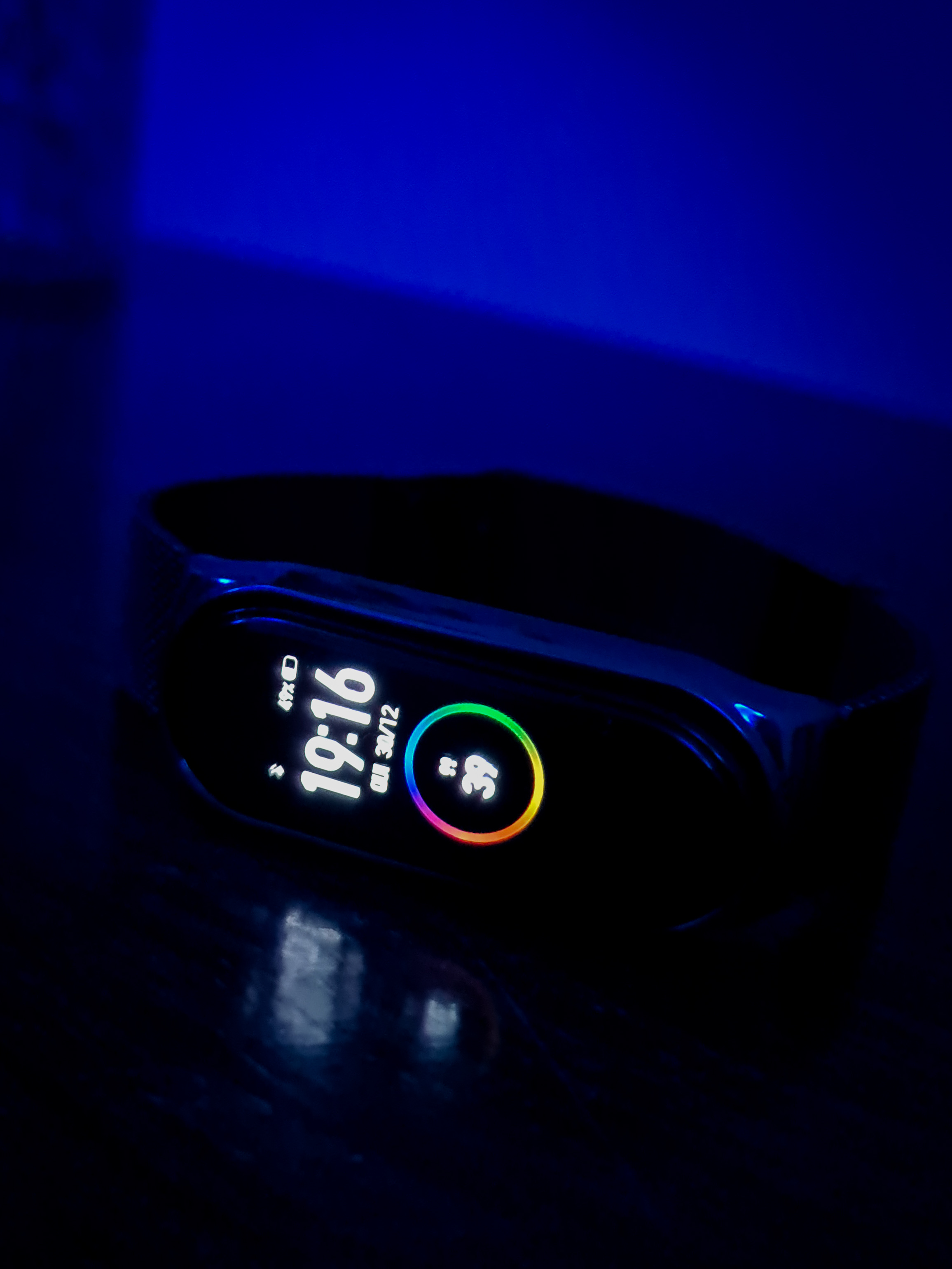
Pulseira Inteligente Xiaomi Mi Band 4

Uma pulseira inteligente, também conhecida como Smartband, é um dispositivo vestível assim como o relógio inteligente e geralmente é direcionado ao uso na prática de exercícios físicos.
Usada por exemplo para monitorar batimentos cardíacos e verificar distâncias percorridas e entre outros. Uma vez que incluída no cotidiano, virá uma aliada para o aperfeiçoamento de diversas atividades no decorrer do dia. 

## Etimologia

###### ETIMpulso+-eira ETIM lat. intelligentĭa,ae 'entendimento, conhecimento'[2]
Assim que a pulseira inteligente foi lançada (2014) o seu projeto inicial ficou popularmente conhecido pelo monitoramento da prática de exercícios físicos, todavia com a ampliação e melhoramento das tecnologias aplicadas, a Smartband conseguiu alcançar um vasto número de pessoas no dia-a-dia, visto que o melhoramento das suas funções fez com que  pessoas quisessem incluir o eletrônico em suas rotinas, a fim de monitorar o tempo em qualquer atividade e também para lembrar de realizar afazeres do cotidiano.

## Funcionalidades
As pulseiras inteligentes possuem funcionalidades voltadas para a saúde (monitoramento de frequência cardíaca e monitoramento de sono), exercício físico e tempo (relógio, cronômetro, temporizador e alarme).

### Saúde
- Controle de Respiração: Algumas pulseiras têm como funcionalidade exercícios de respiração guiada. O visor mostra um círculo que aumenta e diminui de tamanho, e o usuário deve respirar e inspirar conforme a movimentação.[4]

- Monitoramento de frequência cardíaca: o monitoramento é feito através de um sensor nas pulseiras presente na parte contrária a tela. O sensor emite uma luz verde direcionada ao sangue, quando o batimento cardíaco está elevado, o sangue absorve mais luz, então a medição do sensor é feita baseada no quanto de luz foi refletido de volta.[5]
- Monitoramento de sono: Por meio de um detector óptico, a pulseira mede os batimentos cardíacos de acordo com a pulsação das artérias mais superficiais. Quando dormimos, a frequência cardíaca diminui. Ao mesmo tempo, ele consegue medir o movimento do corpo durante o sono. [6] No relatório sobre a qualidade do sono que a Smartband oferece, informa dados como: duração do sono, períodos de sono profundo, e períodos de sono leve. Bem como os batimentos cardíacos durante esses períodos, mas é preciso habilitar esse parâmetro no aplicativo, antes de iniciar a noite de sono. Esse relatório pode oferecer uma base para compreender motivos de estar acordando cansado ou com menos disposição, mas não oferece a solução para qualquer problema com o sono ou detalhes de sua qualidade.[7]
- PAI: Personal Activity Intelligence(PAI) é um índice que faz uso dos batimentos cardíacos, peso e sexo, além do monitoramento da atividade semanal e retorna um valor entre 0 a 125. Valores acima de 100 são os ideais para a saúde, pois diminui risco de doenças cardiovasculares e pode aumentar a expectativa de vida em 8 anos.[8]

### Exercício Físico
O monitoramento de exercícios físicos e esportes é feito com o uso do sensor de frequência cardíaca, acelerômetro e giroscópio. O acelerômetro é responsável por medir a força e a intensidade dos movimentos, enquanto o giroscópio é responsável por registrar as direções dos movimentos.

### Funcionalidades Diversas
- Assistente Virtual: Uma nova funcionalidade presente nas pulseiras é a assistente virtual. Essa funcionalidade faz uso do microfone da pulseira para captar comandos do usuário, podendo controlar outros dispositivos inteligentes, fazer contas e configurar alarmes e temporizador sem encostar na pulseira.[10]
- Controlador de música: Atualmente, as pulseiras inteligentes vêm com um controlador de músicas que funciona conectado ao celular. A pulseira é capaz de trocar faixas do player de música e aumentar o volume do celular via bluetooth.[11]
- NFC: NFC (Near Field Communication) é uma tecnologia que permite a comunicação por aproximação de dois dispositivos. Essa tecnologia se difere do bluetooth por não precisar de pareamento ou senhas, a conversação entre dispositivos precisa apenas da aproximação.[12] Nas pulseiras, essa tecnologia é usada apenas para pagamentos.[13]
- Notificações: A maioria das pulseiras inteligentes conta com a função de apresentar as notificações do celular de seu usuário. Essa função é feita por meio da permissão do acesso da pulseira às notificações do dispositivo.[14]
- Temporizador Pomodoro: O temporizador pomodoro é uma das recentes funcionalidades presentes nas pulseiras. O temporizador faz uso do Método Pomodoro, uma técnica criada para aumento da produtividade nos estudos e trabalho. Na pulseira é possível definir o tempo de concentração desejado pelo usuário.[15]

## Impactos
A tecnologia vem se desenvolvendo cada vez mais atualmente, tornando-se uma grande aliada na produtividade e qualidade de vida de qualquer pessoa que a possui. Da mesma forma que outras tecnologias vieram para ajudar e facilitar nosso dia a dia como celulares, geladeiras, radio, cartão de crédito e entre outros, as smartbands se destacam por possuírem softwares que nos apontam exatamente as tarefas a serem feitas, sendo, então, uma coisa a menos para ficarmos nos preocupando, se enquadrando às tecnologias inteligentes.

#### Pontos importantes:
- É útil para qualquer pessoa
- Simplificador
- Muitas atribuições

## Evolução

#### Design da Pulseira
A pulseira inteligente é claramente confundida com um relógio, e mesmo sendo uma pulseira e tendo o design todo voltado para ser simples e básica, as pulseiras contém tecnologias inteligentes que permitem o monitoramento de horas (como um relógio), controle de respiração, batimentos cardíacos, controle de sono e muitas outras atividades. Por ser tão versátil e inovadora, empresas como a Amazon e a Xiomi  investem  cada vez mais em tecnologia e aprimorando das suas pulseiras inteligentes, melhorando acabemento, bateria, deixando os monitoramentos de atividades cada vez mais precisos e agora em suas últimas atualizações, as pulseiras também são resistentes à água.

## Vulnerabilidade a invasões
As pulseiras inteligentes sendo um dispositivo que possui GPS pode ser arduamente hackeado por alguém mal intencionado, assim obtendo informações sobre o local da pessoa utilizando a smartband através de um malware. Visto que os arquivos pessoais das pessoas são bem protegido o maior perigo é a perseguição ou abuso a alguma pessoa.